# Jerzy Warchoł
Jerzy Warchoł (ur. 29 kwietnia 1950 w Kwidzynie, zm. 18 grudnia 2012 w Stalowej Woli) – ksiądz prałat, kanonik. 

## Życiorys
15 czerwca 1974 roku przyjął święcenia kapłańskie po ukończeniu Wyższego Seminarium Duchownego w Przemyślu. Od tego czasu pracował w pięciu parafiach: w Nowym Żmigrodzie (1974-1977), w parafii Matki Bożej Różańcowej w Rzeszowie (1977-1979), w Strzyżowie (1979-1982), w parafii Matki Bożej Królowej Polski w Stalowej Woli (1982-1984) oraz w parafii Opatrzności Bożej w Stalowej Woli, gdzie pełnił urząd pierwszego proboszcza aż do dnia swojej śmierci.
Od 1993 roku był kanonikiem honorowym Kapituły Konkatedralnej w Stalowej Woli, dziekanem Dekanatu Stalowa Wola - Południe, duszpasterzem ludzi pracy oraz kapelanem Stowarzyszenia Łączności i Pomocy Rodakom we Lwowie i na Kresach.
We własnej parafii znany był z cotygodniowych przemyśleń i sentencji, którymi dzielił się z wiernymi. W Stalowej Woli był założycielem Akcji Katolickiej, Oazy młodzieży, Katolickiego Stowarzyszenia Młodzieży, Białej Armii, Caritasu i wielu grup modlitewnych.
Zmarł 18 grudnia 2012 na oddziale neurologii w Powiatowym Szpitalu Specjalistycznym w Stalowej Woli. Został pochowany na Cmentarzu Komunalnym w tym mieście (lokalizacja grobu: K/B/3).